# Rymosia elliptica
Rymosia elliptica är en tvåvingeart som beskrevs av Wu och Xu 2003. Rymosia elliptica ingår i släktet Rymosia och familjen svampmyggor. Inga underarter finns listade i Catalogue of Life.